# Politica della Bosnia ed Erzegovina
La Bosnia ed Erzegovina è uno Stato federale costituito da due entità politico-amministrative, la Federazione di Bosnia ed Erzegovina e la Repubblica Serba di Bosnia ed Erzegovina. Questo ordinamento fortemente decentrato è funzionale alla presenza di tre popoli costitutivi: la componente croata, quella bosgnacca (o bosniaca-musulmana) e quella serba.

## Ordinamento politico
Il Paese è una repubblica semipresidenziale.
La Presidenza della Bosnia ed Erzegovina è un organo collegiale composto da tre membri, ciascuno rappresentativo di uno dei tre popoli costitutivi. I tre membri sono eletti direttamente dal corpo elettorale e in modo contestuale ogni quattro anni e assumono ognuno la carica di presidente della presidenza a rotazione per un periodo di otto mesi.
Il Presidente nomina il Presidente del Consiglio dei Ministri, che deve ottenere la fiducia del Parlamento.
Il Parlamento ha struttura bicamerale e si articola in Camera dei rappresentanti e Camera dei popoli.
- La Camera dei rappresentanti è costituita da 42 membri, eletti a suffragio diretto ogni quattro anni con sistema proporzionale.
- La Camera dei popoli annovera 15 membri, eletti dalle assemblee legislative della Federazione di Bosnia ed Erzegovina (dieci deputati, di cui cinque croati e cinque bosniaci) e della Repubblica Serba di Bosnia ed Erzegovina (5 deputati).

L'iniziativa legislativa è collettivamente esercitata dai due rami del Parlamento, secondo il principio del bicameralismo perfetto. È poi previsto il requisito della maggioranza di almeno un terzo dei membri di ciascuna componente rappresentativa delle tre diverse etnie presenti nel Paese.

## Decentramento
Le due ripartizioni politiche in cui il Paese si articola sono dotate di un ampio margine di autonomia e in questo ambito si avvalgono di propri organi di governo.

### Federazione di Bosnia ed Erzegovina
La Federazione di Bosnia ed Erzegovina si connota come Repubblica parlamentare.
L'ordinamento politico della Federazione di Bosnia ed Erzegovina prevede l'esistenza di un Parlamento a struttura bicamerale.
- La Camera dei rappresentanti, composta da 140 membri ed eletta a suffragio diretto.
- La Camera dei popoli, che annovera 58 membri: essi sono eletti dai consiglieri dei dieci cantoni in cui è suddiviso il Paese, in modo paritetico tra rappresentanti croati e bosniaco-musulmani.

Il Parlamento nomina il Presidente e questi il Primo Ministro.

### Republika Srpska
La Republika Srpska si caratterizza come Repubblica semipresidenziale.
L'ordinamento prevede l'esistenza di Parlamento unicamerale, l'Assemblea Nazionale, e l'elezione diretta del Presidente, cui spetta la nomina del Primo Ministro.